# Clasificador (papelería)

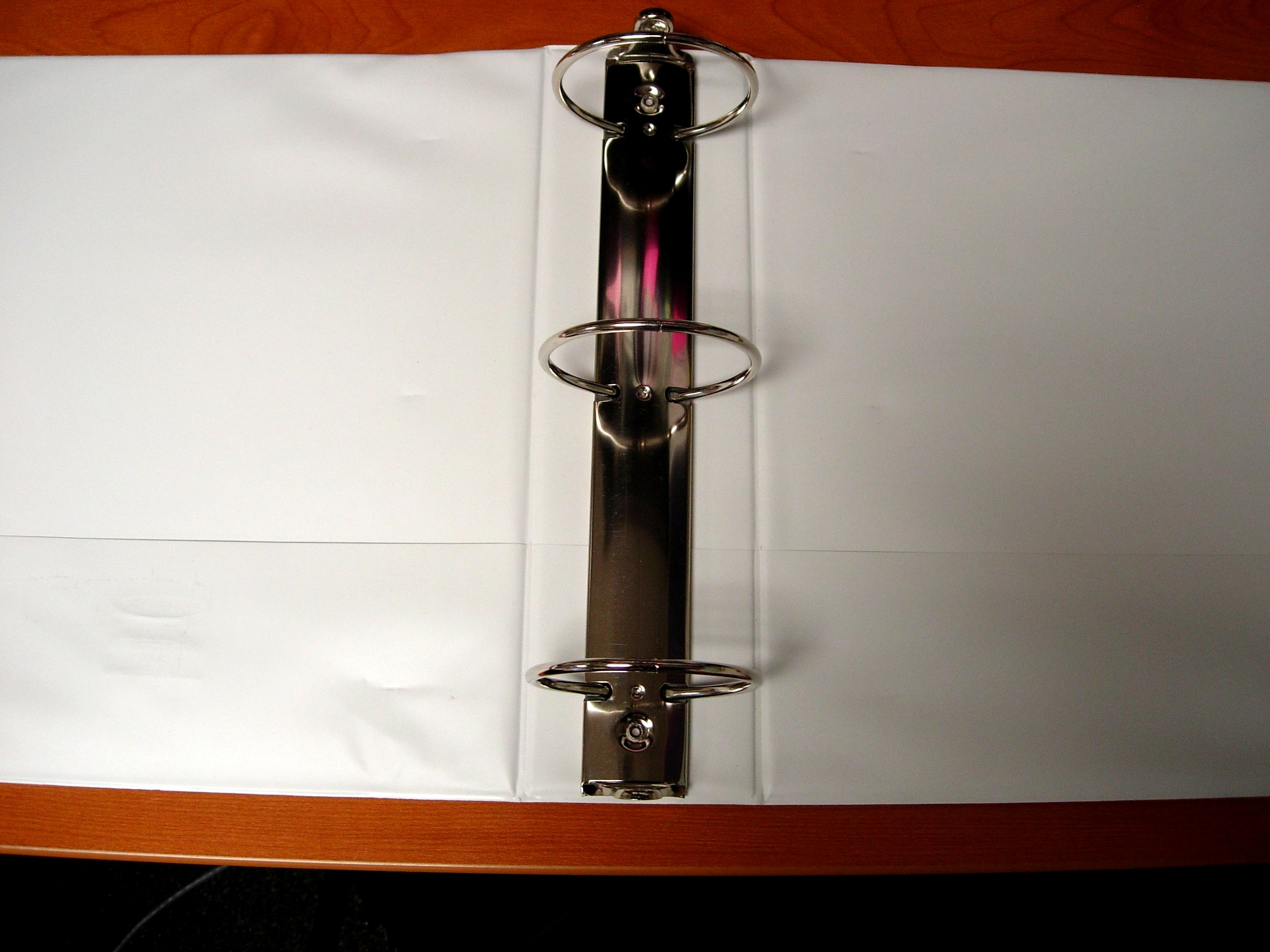
Clasificador de tres anillos

Los clasificadores o biblioratos (según el país hispanohablante) son carpetas en las que pueden guardarse o archivarse, temporal o permanentemente, las hojas de papel perforadas, por medio de abrazaderas que se introducen en los agujeros hechos en el papel. Estos soportes actúan generalmente por medio de muelles. Con frecuencia son circulares (otras forman anillos en forma de D, otros son realmente barras) y pueden tener sistemas de trabado adicionales.
Las carpetas vienen en muchos tamaños estándar en función de la capacidad y el tamaño del papel. La mayoría de los países utilizan un sistema de dos o cuatro agujeros para sostener las hojas A4. El más común en Canadá y Estados Unidos es un sistema de tres anillos para las páginas del tamaño carta (8½" × 11"). Una hoja de papel estándar de 8½" × 11" tiene tres agujeros con espaciamiento de 4¼". El sistema de arco de palanca es particularmente útil para grandes cantidades de papel. Muchas agendas personales y libros de memorándum emplean un sistema de seis o siete agujeros, incluyendo el Filofax, el planificador Franklin de FranklinCovey y el Day-trimmer.
La mayoría de las cubiertas de las carpetas se hacen en tres partes, al modo de un libro de tapas duras, pero se producen en muchos estilos. Los materiales de fabricación varían enormemente. Algunas carpetas de vinilo tienen un bolsillo transparente en el exterior para introducir la página de portada y muchas tienen bolsillos en la cubierta interna para meter los papeles sueltos, las tarjetas de visita, los discos compactos, etc. Hay también las carpetas con cremallera, que cierran la carpeta hacia arriba e impiden que los papeles caigan hacia fuera.

## Historia
El alemán Friedrich Soennecken inventó las carpetas de anillo en 1886 en Bonn, Alemania. Friedrich Soennecken obtuvo también una patente el 14 de noviembre de 1886 para su Papierlocher für Sammelmappen (perforador para carpetas). El alemán Louis Leitz, fundador de la empresa alemana Leitz, realizó más adelante algunos cambios importantes en el desarrollo de los clasificadores en Stuttgart-Feuerbach. Leitz introdujo el orificio en el lado del documento. Los dos agujeros tienen una separación de 80 milímetros, según la norma ISO 838. La versión de cuatro agujeros no responde a ningún estándar de ISO. Las distancias son 80 mm, 80 mm y 80 mm.
Otro diseño para clasificadores fue inventado en 1889 por Andreas Tengwall en Helsingborg, Suecia, y patentado en 1890 bajo el nombre de la carpeta Trío, nombrada a partir de un consorcio de negocios de Tengwall y dos socios. El diseño de Tengwall utiliza cuatro anillos, dos en cada lado de manera que cierran a modo de horquilla. La colocación del agujero de la carpeta Trío de Tengwall todavía se utiliza como estándar de facto para carpetas con agujeros en Suecia bajo el nombre de triohålning. Estos agujeros están separados 21, 70 y 21 milímetros.

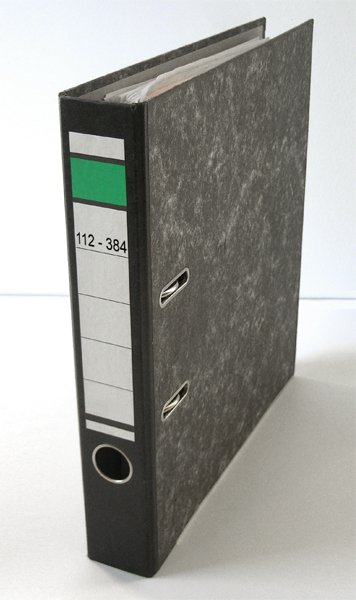
Apariencia exterior
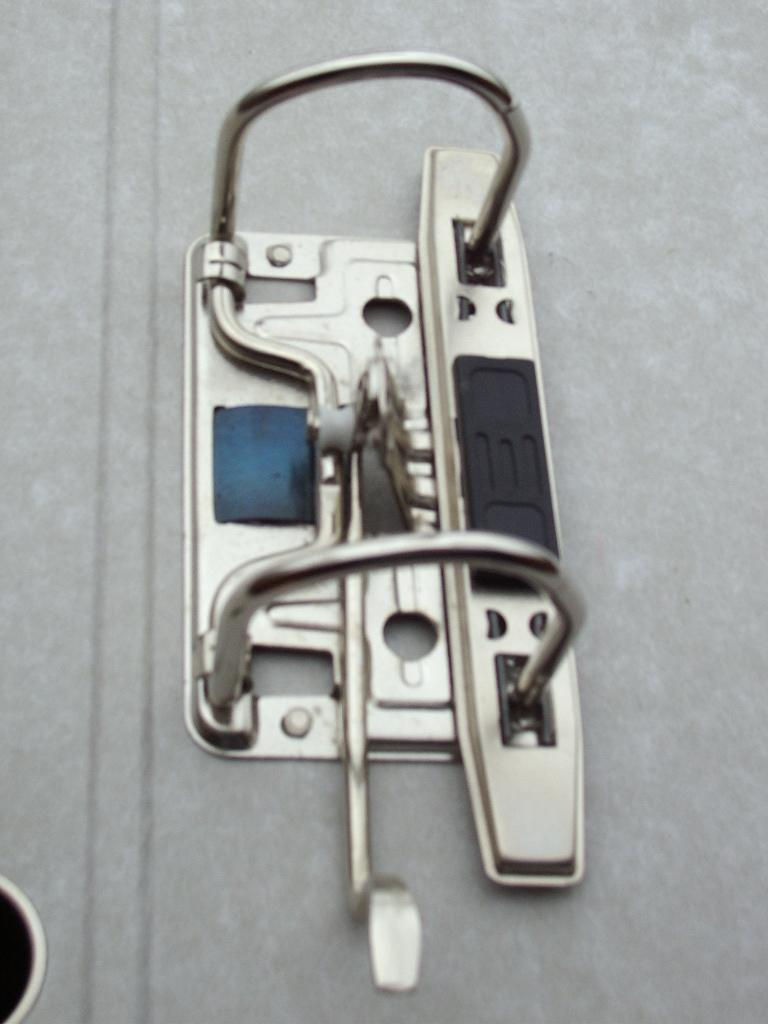
Cierre de dos anillos por sistema de palanca
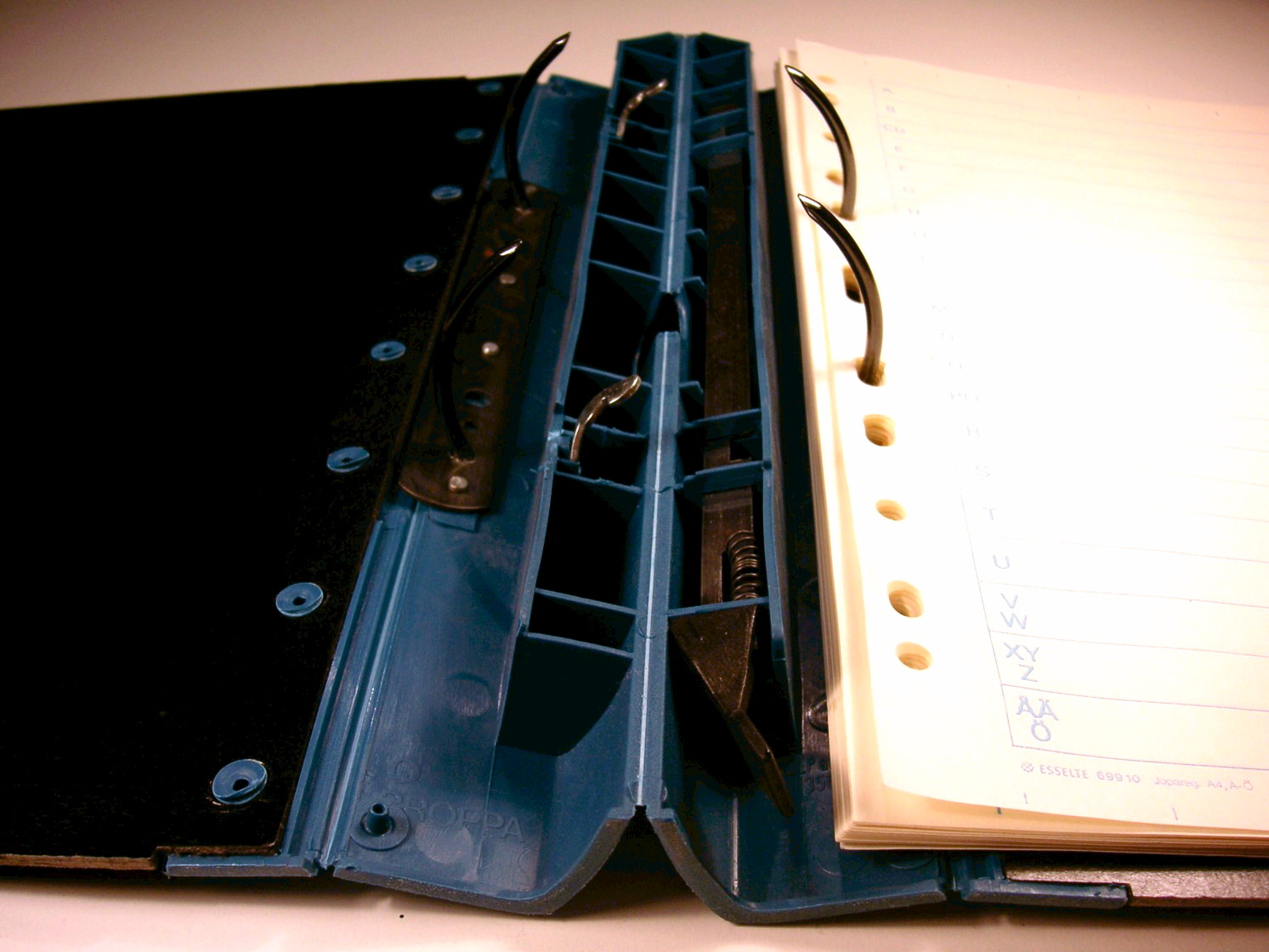
Clasificador Tengwall de cuatro puntos

- Datos: Q421904
- Multimedia: Ring binders / Q421904